# سوسک تاول
سوسک تاول‌زا (نام علمی: Meloidae) نام یک تیره از فروراسته سوسک‌های گیاه‌خوار است.

## کنترل
ترکیب بردو دافع سوسک تاول‌زا می‌باشد.